# KNVB-Pokal 1915/16
Der KNVB-Pokal 1915/16 war die 18. Auflage des niederländischen Fußball-Pokalwettbewerbs. Pokalsieger wurde Quick Den Haag. Das Team setzte sich im Finale gegen Vorjahresfinalist HBS Craeyenhout nach Verlängerung durch.

## Modus
Alle Begegnungen wurden in einem Spiel ausgetragen. Bei unentschiedenem Ausgang wurde zur Ermittlung des Siegers eine Verlängerung von zweimal 7½ Minuten gespielt. Stand danach kein Sieger fest, folgte eine weitere Verlängerung von zweimal 7½ Minuten. War danach immer noch keine Entscheidung gefallen, kam der Auswärtsverein in die nächste Runde.
Aufgrund der Mobilmachung nach Ausbruch des Ersten Weltkriegs wurden die Vereine in regionale Gruppen aufgeteilt.

## 1. Runde

### Gruppe A
| Datum      |                       | Ergebnis |                            |
| ---------- | --------------------- | -------- | -------------------------- |
| 09.04.1916 | Be Quick 1887         | 10:00    | WVV Winschoten             |
| 09.04.1916 | GVV Velocitas 1897    | 05:0 1   | ZSC Zwolle                 |
| 09.04.1916 | PEC Zwolle            | 1:0      | Zwolsche AC                |
| 09.04.1916 | Be Quick Zutphen      | 1:0      | AV & CV Robur et Velocitas |
| 09.04.1916 | Go Ahead Deventer     | 05:0 1   | Achilles 1894              |
|            | GVV Forward Groningen | Freilos  |                            |

### Gruppe B
| Datum      |                           | Ergebnis |                        |
| ---------- | ------------------------- | -------- | ---------------------- |
| 09.04.1916 | EV & AV De Tubanters 1897 | 1:2      | HVV Hengelo            |
| 09.04.1916 | Enschedesche Boys         | 3:2      | UC & VV Hercules       |
| 09.04.1916 | Doetinchemse FC           | 2:1      | EFC Prinses Wilhelmina |
| 09.04.1916 | AFC Quick 1890            | 2:3      | SV Kampong             |
| 09.04.1916 | VVO Velp                  | 1:0      | HVV Tubantia           |
|            | VV Zutphen                | Freilos  |                        |

### Gruppe C
| Datum      |                        | Ergebnis  |                    |
| ---------- | ---------------------- | --------- | ------------------ |
| 09.04.1916 | HVV 't Gooi            | 1:0 n. V. | Victoria Hilversum |
| 09.04.1916 | FC Hilversum           | 2:5       | Voorwaarts Utrecht |
| 09.04.1916 | GVC Wageningen         | 0:4       | UVV Utrecht        |
| 09.04.1916 | VVA Amsterdam          | 1:0 n. V. | SML Arnheim        |
| 09.04.1916 | Hertog Hendrik Arnheim | 4:3 n. V. | BVV Baarn          |
|            | BSV Allen Weerbaar     | Freilos   |                    |

### Gruppe D
| Datum      |                   | Ergebnis |                 |
| ---------- | ----------------- | -------- | --------------- |
| 09.04.1916 | HVV Helmond       | 1:2      | PSV Eindhoven   |
| 09.04.1916 | MVV Maastricht    | 3:1      | VVV-Venlo       |
| 09.04.1916 | Willem II Tilburg | 4:0      | RVV Roermond    |
| 09.04.1916 | NEC Nijmegen      | 2:1      | Vitesse Arnheim |
| 09.04.1916 | TSV Theole        | 05:0 1   | VV Eindhoven    |
|            | MSV Maastricht    | Freilos  |                 |

1 Wertung; FC Eindhoven

### Gruppe E
| Datum      |                    | Ergebnis |                     |
| ---------- | ------------------ | -------- | ------------------- |
| 09.04.1916 | AVV Alphen         | 0:1      | DVV Den Haag        |
| 09.04.1916 | DVC Deventer       | 4:3      | Olympia Gouda       |
| 09.04.1916 | AV De Sportman     | 0:5      | HBS Craeyenhout     |
| 09.04.1916 | Leonidas Rotterdam | 05:0 1   | Ajax Leiden         |
| 09.04.1916 | HVV Den Haag       | 05:0 1   | Excelsior Rotterdam |
| 09.04.1916 | SVV Schiedam       | 2:0      | ADO Den Haag        |

### Gruppe F
| Datum      |                    | Ergebnis |                      |
| ---------- | ------------------ | -------- | -------------------- |
| 09.04.1916 | Haarlemse FC EDO   | 1:2      | HFC Haarlem          |
| 09.04.1916 | USC Rotterdam      | 0:1      | VV De Spartaan       |
| 09.04.1916 | Wilhelmina Vooruit | 1:6      | Stormvogels IJmuiden |
| 09.04.1916 | Schoten Haarlem    | 1:3      | VRA Amsterdam        |
| 09.04.1916 | RFC Xerxes         | 0:2      | Feijenoord Rotterdam |
| 09.04.1916 | DEC Amsterdam      | 4:0      | RS & GV Rotterdam    |

### Gruppe G
| Datum      |                     | Ergebnis |                     |
| ---------- | ------------------- | -------- | ------------------- |
| 02.04.1916 | DVS Rotterdam       | 1:3      | VOC Rotterdam       |
| 09.04.1916 | NAC Breda           | 3:2      | Dordrechtsche FC    |
| 09.04.1916 | BVV Wilhelmina      | 6:2      | Fortuna Vlaardingen |
| 09.04.1916 | RV & AV Neptunus    | 1:6      | Quick Den Haag      |
| 09.04.1916 | DSV Concordia Delft | 3:1      | MVVO Middelburg     |
|            | SC Vlissingen       | Freilos  |                     |

### Gruppe H
| Datum      |                 | Ergebnis |                        |
| ---------- | --------------- | -------- | ---------------------- |
| 09.04.1916 | ADW Amsterdam   | 05:0 1   | SHBS Den Helder        |
| 09.04.1916 | FC Den Helder   | 6:1      | Zaanlandsche FC        |
| 09.04.1916 | RC Heemstede    | 2:1      | WFC Wormerveer         |
| 09.04.1916 | AFC Amsterdam   | 0:4      | ZVV Zaandam            |
| 09.04.1916 | Ready Amsterdam | 0:1      | Amstel Watergraafsmeer |
|            | DWS Amsterdam   | Freilos  |                        |

## 2. Runde

### Gruppe A
| Datum      |                       | Ergebnis |                    |
| ---------- | --------------------- | -------- | ------------------ |
| 16.04.1916 | Be Quick Zutphen      | 2:1      | GVV Velocitas 1897 |
| 16.04.1916 | Be Quick 1887         | 5:1      | PEC Zwolle         |
| 16.04.1916 | GVV Forward Groningen | 05:0 1   | Go Ahead Deventer  |

### Gruppe B
| Datum      |                 | Ergebnis |                   |
| ---------- | --------------- | -------- | ----------------- |
| 16.04.1916 | HVV Hengelo     | 2:3      | Enschedesche Boys |
| 16.04.1916 | SV Kampong      | 3:0      | VVO Velp          |
| 16.04.1916 | Doetinchemse FC | 1:0      | VV Zutphen        |

### Gruppe C
| Datum      |                    | Ergebnis  |                        |
| ---------- | ------------------ | --------- | ---------------------- |
| 16.04.1916 | HVV 't Gooi        | 2:1 n. V. | VVA Amsterdam          |
| 16.04.1916 | Voorwaarts Utrecht | 3:0       | Hertog Hendrik Arnheim |
| 16.04.1916 | BSV Allen Weerbaar | 0:2       | UVV Utrecht            |

### Gruppe D
| Datum      |                | Ergebnis  |                   |
| ---------- | -------------- | --------- | ----------------- |
| 16.04.1916 | MVV Maastricht | 2:2 n. V. | PSV Eindhoven     |
| 16.04.1916 | MSV Maastricht | 1:4       | Willem II Tilburg |
| 16.04.1916 | NEC Nijmegen   | 1:0       | TSV Theole        |

### Gruppe E
| Datum      |                    | Ergebnis |              |
| ---------- | ------------------ | -------- | ------------ |
| 16.04.1916 | Leonidas Rotterdam | 2:1      | DVC Deventer |
| 16.04.1916 | DVV Den Haag       | 8:2      | HVV Den Haag |
| 16.04.1916 | HBS Craeyenhout    | 9:0      | SVV Schiedam |

### Gruppe F
| Datum      |                      | Ergebnis  |                      |
| ---------- | -------------------- | --------- | -------------------- |
| 16.04.1916 | VRA Amsterdam        | 3:3 n. V. | Stormvogels IJmuiden |
| 16.04.1916 | DEC Amsterdam        | 3:2 n. V. | HFC Haarlem          |
| 16.04.1916 | Feijenoord Rotterdam | 2:1       | VV De Spartaan       |

### Gruppe G
| Datum      |                | Ergebnis |                     |
| ---------- | -------------- | -------- | ------------------- |
| 16.04.1916 | BVV Wilhelmina | 2:6      | VOC Rotterdam       |
| 16.04.1916 | SC Vlissingen  | 2:7      | Quick Den Haag      |
| 16.04.1916 | NAC Breda      | 4:0      | DSV Concordia Delft |

### Gruppe H
| Datum      |                        | Ergebnis |               |
| ---------- | ---------------------- | -------- | ------------- |
| 16.04.1916 | ZVV Zaandam            | 12:10    | FC Den Helder |
| 16.04.1916 | Amstel Watergraafsmeer | 3:0      | ADW Amsterdam |
| 16.04.1916 | DWS Amsterdam          | 1:0      | RC Heemstede  |

## 3. Runde

### Gruppe A
| Datum      |                       | Ergebnis |                  |
| ---------- | --------------------- | -------- | ---------------- |
| 24.04.1916 | Be Quick 1887         | 12:10    | Be Quick Zutphen |
|            | GVV Forward Groningen | Freilos  |                  |

### Gruppe B
| Datum      |                   | Ergebnis |            |
| ---------- | ----------------- | -------- | ---------- |
| 24.04.1916 | Enschedesche Boys | 3:0      | SV Kampong |
|            | Doetinchemse FC   | Freilos  |            |

### Gruppe C
| Datum      |                    | Ergebnis |             |
| ---------- | ------------------ | -------- | ----------- |
| 24.04.1916 | Voorwaarts Utrecht | 1:0      | HVV 't Gooi |
|            | UVV Utrecht        | Freilos  |             |

### Gruppe D
| Datum      |                   | Ergebnis |                |
| ---------- | ----------------- | -------- | -------------- |
| 24.04.1916 | NEC Nijmegen      | 05:0 1   | MVV Maastricht |
|            | Willem II Tilburg | Freilos  |                |

### Gruppe E
| Datum      |                 | Ergebnis |                    |
| ---------- | --------------- | -------- | ------------------ |
| 24.04.1916 | HBS Craeyenhout | 2:0      | Leonidas Rotterdam |
|            | DVV Den Haag    | Freilos  |                    |

### Gruppe F
| Datum      |                      | Ergebnis  |                      |
| ---------- | -------------------- | --------- | -------------------- |
| 24.04.1916 | DEC Amsterdam        | 0:2 n. V. | Stormvogels IJmuiden |
|            | Feijenoord Rotterdam | Freilos   |                      |

### Gruppe G
| Datum      |                | Ergebnis |               |
| ---------- | -------------- | -------- | ------------- |
| 24.04.1916 | Quick Den Haag | 4:1      | VOC Rotterdam |
|            | NAC Breda      | Freilos  |               |

### Gruppe H
| Datum      |                        | Ergebnis |               |
| ---------- | ---------------------- | -------- | ------------- |
| 24.04.1916 | Amstel Watergraafsmeer | 0:3      | FC Den Helder |
|            | RC Heemstede           | Freilos  |               |

## 4. Runde

### Gruppe 1
| Datum      |                   | Ergebnis |                       |
| ---------- | ----------------- | -------- | --------------------- |
| 30.04.1916 | Enschedesche Boys | 4:2      | Be Quick 1887         |
| 30.04.1916 | Doetinchemse FC   | 4:0      | GVV Forward Groningen |

### Gruppe 2
| Datum      |                    | Ergebnis |                   |
| ---------- | ------------------ | -------- | ----------------- |
| 30.04.1916 | UVV Utrecht        | 8:0      | NEC Nijmegen      |
| 30.04.1916 | Voorwaarts Utrecht | 5:2      | Willem II Tilburg |

### Gruppe 3
| Datum      |                | Ergebnis |                 |
| ---------- | -------------- | -------- | --------------- |
| 30.04.1916 | DVV Den Haag   | 2:8      | HBS Craeyenhout |
| 14.05.1916 | Quick Den Haag | 3:2      | NAC Breda       |

### Gruppe 4
| Datum      |                      | Ergebnis |                      |
| ---------- | -------------------- | -------- | -------------------- |
| 30.04.1916 | RC Heemstede         | 3:4      | FC Den Helder        |
| 30.04.1916 | Stormvogels IJmuiden | 1:0      | Feijenoord Rotterdam |

## Viertelfinale

### Gruppe 1
| Datum      |                   | Ergebnis |                    |
| ---------- | ----------------- | -------- | ------------------ |
| 07.05.1916 | Enschedesche Boys | 7:0      | Voorwaarts Utrecht |
| 07.05.1916 | Doetinchemse FC   | 1:5      | UVV Utrecht        |

### Gruppe 2
| Datum      |                 | Ergebnis |                      |
| ---------- | --------------- | -------- | -------------------- |
| 07.05.1916 | HBS Craeyenhout | 4:3      | Stormvogels IJmuiden |
| 21.05.1916 | FC Den Helder   | 1:6      | Quick Den Haag       |

## Halbfinale
| Datum      |                   | Ergebnis |                 |
| ---------- | ----------------- | -------- | --------------- |
| 14.05.1916 | Enschedesche Boys | 1:4      | HBS Craeyenhout |
| 28.05.1916 | UVV Utrecht       | 0:5      | Quick Den Haag  |

## Finale
| HBS Craeyenhout                               | HBS Craeyenhout | Quick Den Haag | Quick Den Haag |
| --------------------------------------------- | --- | --- | -------------- |
| HBS Craeyenhout                               | \| 1. Juni 1916 in Den Haag (Sportpark Houtrust) \| \| Ergebnis: 1:2 n. V. (1:1, 0:0) \| \| Schiedsrichter: Willem Eijmers \| \| Spielbericht \| | \| 1. Juni 1916 in Den Haag (Sportpark Houtrust) \| \| Ergebnis: 1:2 n. V. (1:1, 0:0) \| \| Schiedsrichter: Willem Eijmers \| \| Spielbericht \| | Quick Den Haag |
| HBS Craeyenhout                               | 1:1 Poortman (75.) | 0:1 Van Riemsdijk (60.) 1:2 Van Riemsdijk | Quick Den Haag |
| 1. Juni 1916 in Den Haag (Sportpark Houtrust) | | |                |
| Ergebnis: 1:2 n. V. (1:1, 0:0)                | | |                |
| Schiedsrichter: Willem Eijmers                | | |                |
| Spielbericht                                  | | |                |